# Biologische Wertigkeit
Die biologische Wertigkeit der Proteine eines Lebensmittels ist ein Maß dafür, mit welcher Effizienz diese in körpereigene Proteine umgesetzt werden können, und damit eine Möglichkeit, die Wertigkeit von Proteinen festzulegen. Je ähnlicher die Nahrungsproteine den Körperproteinen in ihrer Aminosäuren-Zusammensetzung sind, desto geringer ist der Aufwand des Körpers für die Umsetzung.
Besondere Bedeutung kommt hierbei dem Gehalt an essentiellen Aminosäuren zu. Als Referenzwert dient Vollei, dessen biologische Wertigkeit als 100 oder 1 (100 %) definiert wurde. Vollei war zur Zeit der Definitionsfestlegung die Proteinquelle mit der höchsten bekannten biologischen Wertigkeit.
Das Konzept der biologischen Wertigkeit wurde vom deutschen Ernährungswissenschaftler Karl Thomas (1883–1969) auf Anregung von Max Rubner entwickelt.

## Definition
Die Methode der biologischen Wertigkeit von Thomas wurde von Mitchell 1924 vervollständigt und ist, um Verwechslungen mit anderen Methoden zur Ermittlung der biologischen Wertigkeit zu vermeiden, auch als klassische biologische Wertigkeit bezeichnet und bekannt geworden.
Die Definition zur Berechnung der klassischen biologischen Wertigkeit gibt in vereinfachter Form die folgende Formel wieder:
Biologische Wertigkeit = retinierter Stickstoff / absorbierter Stickstoff x 100
In dieser Formel fehlt allerdings noch ein Korrekturfaktor, da Eiprotein als Referenz mit einer biologischen Wertigkeit von 100 verwendet wird. Ansonsten wäre eine biologische Wertigkeit größer als 100 nicht möglich, da nicht mehr Stickstoff retiniert werden kann, als aufgenommen worden ist.
Wird ein Nahrungsprotein besser als Eiprotein vom Körper verwertet, hat es eine biologische Wertigkeit mit einem Wert über 100. Wird dagegen ein Protein schlechter als Eiprotein vom Körper verwertet, liegt die biologische Wertigkeit dieses Proteins unter 100. Je höher die biologische Wertigkeit eines Nahrungsproteins ist, desto niedriger ist die Bedarfsmenge. Um den Proteinbedarf mit Proteinen aus Vollei zu decken, ist z. B. eine tägliche Mindestmenge von 0,5 g pro Kilogramm magerem Körpergewicht erforderlich. Mit zunehmender biologischer Wertigkeit sinkt die für das Eiweißgleichgewicht erforderliche Zufuhr; z. B. bei 136 für 65 % Kartoffel(-protein) mit 35 % Ei(-protein) auf unter 0,4 g/kg.
Durch geschickte Kombination können Nahrungsmittel mit einer relativ geringen biologischen Wertigkeit zu einer biologisch hochwertigen Mahlzeit werden, da sich die Aminosäurezusammensetzungen der jeweiligen Proteine ergänzen und es somit zu einer Aufwertung kommt. Viele traditionelle Speisenzusammenstellungen implizieren eine Ergänzungswirkung (siehe Kombinationsbeispiele). Tierisches Protein ist meist besser verwertbar als pflanzliches Protein, da dessen Aminosäurenzusammensetzung derjenigen des menscheneigenen Proteins ähnlicher ist.
„Höherwertig“ ist dabei nicht automatisch mit „wertvoller“ oder „vollwertiger“ gleichzusetzen, da der gesundheitliche Wert eines Lebensmittels von zahlreichen weiteren Faktoren abhängt, z. B. dem Gehalt an Vitaminen, Mineralstoffen, der Art und Menge der enthaltenen Fette, Kohlenhydrate, Ballaststoffe, sekundären Pflanzenstoffe, Belastung durch anthropogene Giftstoffe (z. B. Pestizide, vgl. Ökologische Landwirtschaft) u. a. m.
Das Adjektiv „hochwertig“ bringt zum Ausdruck, dass eine geringere, an die essenziellen Bedürfnisse angeglichene Menge pflanzlichen Proteins schon reicht, den Bedarf des Körpers zu decken.

### Beispiele
| Lebensmittel                 | Biologische Wertigkeit |
| ---------------------------- | ---------------------- |
| Molkenprotein                | 104                    |
| Vollei (Referenzwert)        | 100                    |
| Soja                         | 96                     |
| Thunfisch                    | 92                     |
| Sojamilch                    | 91                     |
| Buchweizen                   | ≥ 90                   |
| Kuhmilch                     | 88                     |
| Edamer Käse                  | 85                     |
| Quinoa                       | 83                     |
| Reis                         | 83                     |
| Roggenmehl (82 % Ausmahlung) | 76–83                  |
| Rindfleisch                  | 80                     |
| Casein                       | 77                     |
| Kartoffeln                   | 76                     |
| Bohnen                       | 72                     |
| Mais                         | 72                     |
| Hafer                        | 60                     |
| Linsen                       | 60                     |
| Weizenmehl (83 % Ausmahlung) | 56–59                  |

### Kombinationsbeispiele
Das Mischungsverhältnis bezieht sich dabei auf das im Lebensmittel enthaltene Protein, nicht auf das Gesamtgewicht des Lebensmittels. 
| Lebensmittel-Kombination             | Wertigkeit |
| ------------------------------------ | ---------- |
| 65 % Kartoffel und 35 % Vollei       | 136        |
| 75 % Milch und 25 % Weizenmehl       | 123        |
| 60 % Hühnerei und 40 % Soja          | 122        |
| 71 % Hühnerei und 29 % Milch         | 122        |
| 85 % Reis und 15 % Hefe              | 118        |
| 68 % Hühnerei und 32 % Weizen        | 118        |
| 77 % Rindfleisch und 23 % Kartoffeln | 114        |
| 55 % Soja und 45 % Reis              | 111        |
| 75 % Milch und 25 % Weizen           | 105        |
| 55 % Kartoffel und 45 % Soja         | 103        |
| 52 % Bohnen und 48 % Mais            | 101        |

Besonders die Kombination Bohnen–Mais spielt eine wichtige Rolle bei der Optimierung der meist eiweißarmen Ernährung in Entwicklungsländern.

## Unvollständige Proteine
Proteinquellen, die nicht alle essentiellen Aminosäuren enthalten, werden als „unvollständiges Protein“ bezeichnet und haben eine biologische Wertigkeit von 0 (beispielsweise Gelatine). Durch eine geeignete Kombination mit anderen Proteinquellen kann ein Protein von hoher biologischer Wertigkeit zusammengestellt werden. Eine bewusste Kombination von Proteinquellen zu jeder Mahlzeit ist auch bei einem Verzicht auf tierisches Eiweiß nicht notwendig, sofern grundsätzlich auf eine abwechslungsreiche Ernährung geachtet wird.

## Ähnliche Effekte
Auch außerhalb des Zusammenhangs mit Proteinen kommen Effekte zum Tragen, die vom Prinzip her mit der biologischen Wertigkeit verwandt sind:
Das Minimumgesetz besagt, dass das Wachstum von Pflanzen durch die im Verhältnis knappste Ressource (Nährstoffe, Wasser, Licht etc.) beschränkt wird.
In der ökonomischen Theorie der Produktion wird die Bedeutung der knappsten Ressource durch die Leontief-Produktionsfunktion beschrieben.

## Kritik
Die Methode der biologischen Wertigkeit misst nur die Menge der Proteine, die im Körper zurückgehalten wird. Daher haben Kritiker darauf hingewiesen, dass beispielsweise Molkenprotein so schnell verdaut wird, dass es in den Blutkreislauf gelangt und durch einen Prozess, der als Gluconeogenese bezeichnet wird, viel schneller in Glucose umgewandelt wird, als bisher angenommen worden ist. Es wurde entdeckt, dass die Oxidationsraten ebenfalls anstiegen und ein Stoffwechsel im Steady State entsteht, ein Prozess, bei dem sich die Gesamtproteinbilanz nicht ändert. Somit behaupten die Kritiker, dass wenn der menschliche Körper Molkenprotein konsumiert, es so schnell absorbiert wird, dass das meiste davon zur Oxidation in die Leber gelangt und damit zur Energieproduktion und nicht für die Proteinsynthese verwendet wird. Dies würde in Frage stellen, ob die Methode definiert, welche Proteine biologisch am besten verwertbar sind.
Als Folge daraus beurteilen Organisationen wie die Ernährungs- und Landwirtschaftsorganisation der Vereinten Nationen (FAO / WHO) oder die Food and Drug Administration (FDA) die Qualität von Proteinen im Menschen nicht mehr mittels der biologischen Wertigkeit, sondern mit dem Protein Digestibility Corrected Amino Acid Score (PDCAAS).